# أبو بكر بن طاهر
أبو بكر أحمد بن طاهر نائب زهير الصقلبي ثم عبد العزيز بن عبد الرحمن المنصور على مرسية، والحاكم الفعلي لها في عهد ملوك الطوائف.

## سيرته
كان أبو بكر أحمد بن إسحاق بن زيد بن طاهر القيسي من أغنياء كورة تدمير وأعيانها، وحين كان زهير الصقلبي نائبًا لخيران الصقلبي على مرسية، حظي أبو بكر بن طاهر عند زهير ونال ثقته. ولما توفي خيران عام 419 هـ، اختار الفتيان الصقالبة العامريين زهير لخلافة خيران في حكم طائفة ألمرية. خشى زهير من أن ينتزع أبو عامر بن خطاب أحد زعماء المدينة منه المدينة، فاصطحبه معه إلى ألمرية، فأناب أبي بكر بن طاهر على حكم مرسية لثقته في ولائه وأمانته. حاول مجاهد العامري صاحب دانية أن يستغل رحيل زهير إلى مقره الجديد في ألمرية، فهاجم مرسية، وأسر أبي بكر بن طاهر، إلا أن ابن طاهر استطاع أن يفتدي نفسه من الأسر، فأعاده زهير إلى ولايته وأكرمه.
وبعد مقتل زهير الصقلبي عام 429 هـ، خلفه عبد العزيز المنصور صاحب بلنسية في ملكه، فأقر ابن طاهر على حكم مرسية. وقد أظهر ابن طاهر ولائه لعبد العزيز المنصور، لكنه لم يكن ينفذ من أوامره إلا ما توافق مع ما يراه، وكان يرسل إلى بلنسية فائض الدخل، وهو ما قنع به عبد العزيز.
ضبط أبو بكر بن طاهر شئون مرسية، وسار في حكمها سيرة حسنة، كما عُرف بكونه أديبًا بليغًا، فازدهرت أحوال مرسية وعمها الأمن والرخاء، وذاعت بها العلوم والآداب. أصيب أبي بكر بن طاهر في أواخر عهده بالفالج، فأعانه في الحكم ابنه محمد، قبل أن يتوفى في رمضان 455 هـ.